# Lewis Binford
Lewis Roberts Binford (Norfolk, 21 de novembro de 1931 - Kirksville, 11 de abril de 2011) foi um arqueólogo americano, conhecido como o líder da "Nova Arqueologia", movimento surgido nos anos 1950/60. É conhecido principalmente por suas contribuições à teoria arqueológica e sua promoção da investigação etno-arqueológica. Ele e outros argumentavam que deveria haver ênfase na aplicação de metodologias científicas, bem como o método hipotético-dedutivo a arqueologia. Ele coloca uma forte ênfase nas generalidades e na maneira em que os seres humanos interagem com o seu nicho ecológico, que define a cultura como os meios extra-somáticos de adaptação.